# ФК Гагра
ФК Гагра је фудбалски клуб из Грузије, тачније из места Гагра, у Абхазији. Игра у 1. лиги Грузије. До 2005. се звао Гагра Плус, а основан је 2004. Игра у Тбилисију, после признавања Абхазије и Јужне Осетије 2008.